# Kathleen Kuhfuß

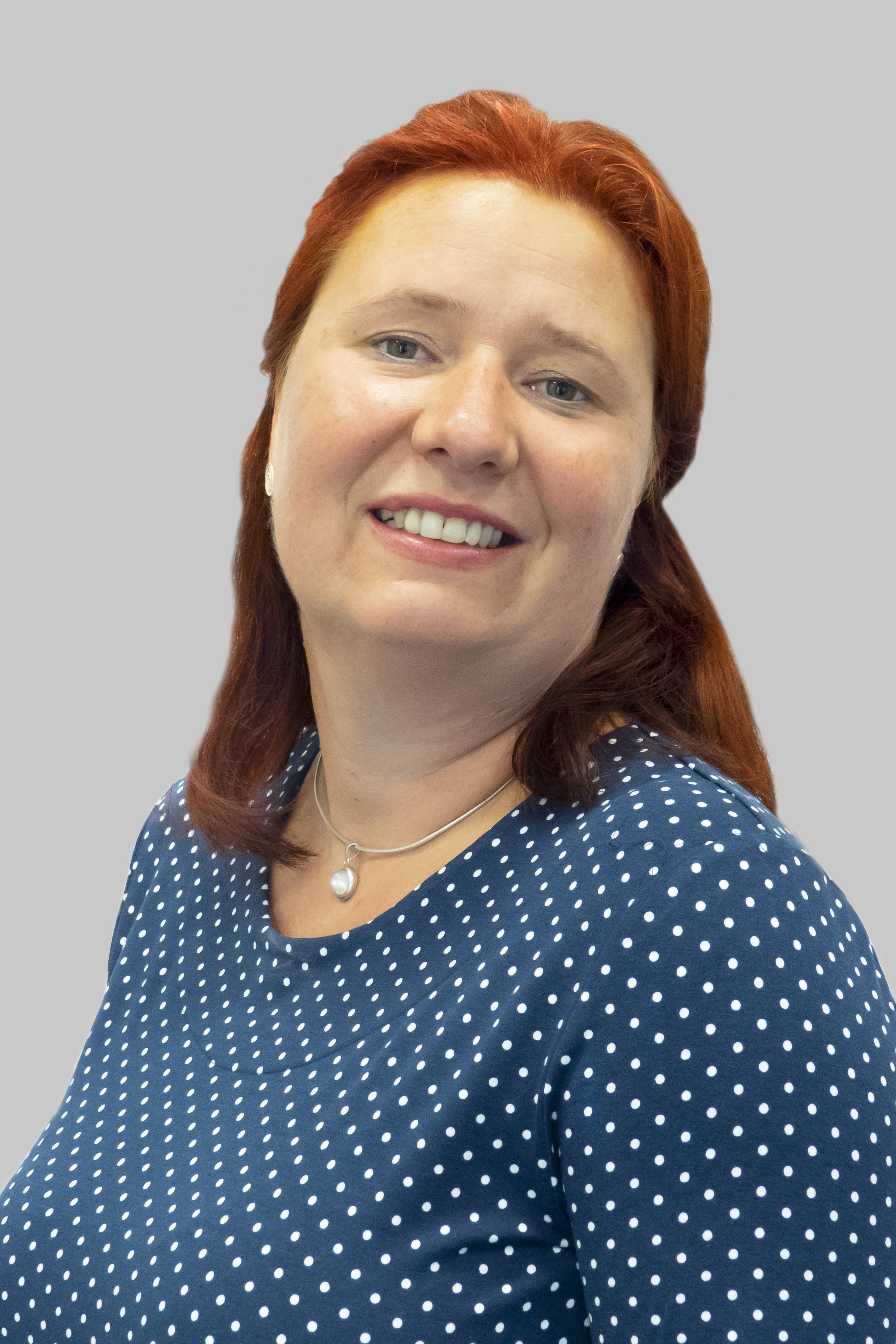
Kathleen Kuhfuß, 2019

Kathleen Kuhfuß (* 16. Juli 1979 in Karl-Marx-Stadt) ist eine deutsche Politikerin für Bündnis 90/Die Grünen.
1997 wurde Kuhfuß Mitglied von Bündnis 90/Die Grünen. Nach ihrem Fachabitur erreichte Kuhfuß 2002 den Abschluss ihres vierjährigen Studiums im Fach Soziale Arbeit an der Evangelischen Hochschule Dresden. 2011 schloss sie ein zweijähriges Masterstudium in Sozialmanagement ab.
Kuhfuß gelang über den elften Platz der Liste von Bündnis 90/Die Grünen bei der Landtagswahl in Sachsen 2019 der Einzug in den Sächsischen Landtag. Innerhalb der Bündnisgrünen Fraktion im Sächsischen Landtag war sie Sprecherin für Sozialpolitik, Kinder- und Jugendpolitik, Familienpolitik, Gesundheit und Pflege, Seniorinnen und Senioren  und für die Demokratieförderung (Weltoffenes Sachsen für Demokratie und Toleranz). Mit Ablauf des 13. September 2023 legte sie ihr Landtagsmandat aus gesundheitlichen Gründen nieder. Für sie rückte Markus Scholz nach.
Bei den Kommunalwahlen 2019 zog sie in den Stadtrat Chemnitz ein. Ihr Stadtratsmandat legte Kuhfuß im April 2023 nieder.